# Forensisch team
Een forensisch team zoekt en onderzoekt sporen in het kader van een politieonderzoek. Het team doet dat onderzoek zo mogelijk op de "plaats delict", de plek waar een vermoedelijk misdrijf lijkt te hebben plaatsgevonden. De teams werken ook in laboratoria.
Waar men eerst alleen de vingerafdruk, de sectie en het opmerkzaam oog van de rechercheur gebruikte, kwamen in de loop der jaren steeds meer technieken beschikbaar voor forensisch onderzoek.
De gebruikte forensische wetenschappen zijn hulpwetenschappen, waaronder geneeskunde, rechtswetenschap, farmacie, biologie, psychologie, genetica, ballistiek, psychiatrie, antropologie, natuurkunde, pathologie, anatomie, handschriftkunde en toxicologie en chemie. Elk van deze wetenschappelijke disciplines kan iets aan het onderzoek naar misdrijven, slachtoffers en daders bijdragen. In de loop van de twintigste eeuw heeft het forensische onderzoek een grote vooruitgang geboekt. Nog steeds worden nieuwe technieken aan het instrumentarium van een forensisch team toegevoegd.
Bij een vermoeden van brandstichting zal ook een specialist van de brandweer onderzoek doen.
De medewerkers van een forensisch team moeten erg zorgvuldig werken om te voorkomen dat ze sporen verstoren of zelf sporen zoals vingerafdrukken of haren op de onderzochte plek of in de buurt van het te onderzoeken voorwerp brengen. Daarom ziet men een forensisch team vaak gekleed in witte, alles bedekkende overals en mondkapjes werken.
Ook op de plek waar het  verzamelde materiaal wordt bewaard of onderzocht hoort in de moderne opvatting van criminalistiek materieel tot de onderzochte plaats delict. Ook daar kan het verzamelde materiaal immers worden verontreinigd of verwisseld.
In de rechtszaak tegen de van een dubbele moord beschuldigde O.J. Simpson wist de verdediging met succes twijfel te zaaien over de werkwijze van het forensisch team en het bewaren van het verzamelde bewijsmateriaal.